# Thierry Wermuth
Pour les articles homonymes, voir Wermuth.
Thierry Wermuth est un acteur et directeur artistique de doublage français.
Il est notamment connu pour être la voix française régulière de Jerry O'Connell, et James Van Der Beek. Également connu au sein de l'animation, il a été la voix du personnage Tintin dans Les Aventures de Tintin et celle de Stan Marsh et Randy Marsh dans South Park, depuis 1998.

## Biographie
Thierry Wermuth est connu dans le milieu du doublage pour avoir incarné des personnages de séries d'animation tels que Tintin dans Les Aventures de Tintin en 1991 et celle de Stan Marsh et Randy Marsh dans South Park, depuis 1998. Dans cette dernière, il incarne aussi quelques voix additionnelles. Lors d'une interview avec les autres voix françaises de la série, dont Christophe Lemoine, Wermuth confie « avoir vomi » en voyant le premier épisode.
Concernant les autres séries d'animation, il incarne, à la fin des années 1990, le principal Peter Prickly dans la série La Cour de récré.
Du côté des films, il incarne régulièrement Jerry O'Connell, et James Van Der Beek.
Au début de 2013, Thierry Wermuth est contacté par la Fox pour assurer la direction et le casting de la version française du film Percy Jackson : La Mer des monstres l'été de cette même année. Il avait auparavant dirigé des longs-métrages tels que Team America, police du monde (2004), Fog (2005), Australia (2008), Jeux de pouvoir (2009) et Chronicle (2012).
Il prêtera également sa voix pour narrer l'ouvrage L'Épouvanteur. Tome 1, L'apprenti épouvanteur de Samuel Delaney.

## Théâtre
- 1990 : Les Maxibules de Marcel Aymé, mise en scène par Gérard Savoisien, Théâtre Édouard-VII
- 2003 : La Folle Aventure, de Matthieu Bernard, Éric Delarue et Alexis Victor, mise en scène par Michaël Vander-Meiren, Théâtre 13, théâtre du Lucernaire, théâtre du Balcon (festival Avignon off)

## Filmographie

### Courts-métrages
- 1992 : Tout petit déjà de David Carayon : l'ouvrier au bar
- 2012 : Carioca[6] de Philippe Blanc (avec la participation d'Adrien Antoine, Christophe Lemoine, Xavier Fagnon, Marion Lécrivain, Delphine Braillon et Vincent Ropion)

### Télévision
- 1998 : Les Vacances de l'amour de Jean-Luc Azoulay (1 épisode : La Puce et les Deux Cerveaux)

## Doublage

### Cinéma

#### Films
- Jerry O'Connell[1] dans :
  - Bienvenue chez Joe (1996) : Joe
  - Mission to Mars (2000) : Phil Ohlmyer
  - Tomcats (2001) : Michael Delany
  - Le Coup de Vénus (2002) : David Collins
  - Kangourou Jack (2003) : Charlie Carbone
  - Une famille 2 en 1 (2006) : Max
  - Obsessed (2009) : Ben
  - Un bébé à bord (2009) : Curtis Marks
  - Veronica Mars (2014) : le shérif Dan Lamb, frère de Don Lamb
  - Space Station 76 (2014) : Steve
  - Le Secret : Tous les rêves sont permis (2020) : Tucker
  - Plus rien à f***  (2020) : Jeffrey Blackmore
  - Un quartier totalement wouf ! (es) (2021) : Charlie (voix)
- James Van Der Beek[1] dans :
  - American Boys (1999) : Jonathon « Mox » Moxon
  - Texas Rangers : La Revanche des justiciers (2001) : Lincoln Rogers Dunnison
  - Jay et Bob contre-attaquent (2001) : lui-même
  - Les Lois de l'attraction (2002) : Sean Bateman
  - Le Fléau selon Clive Barker (2006) : Tom Russel
  - Last Days of Summer (2013) : l'officier Treadwell
  - Jay et Bob contre-attaquent… encore (2019) : lui-même
- Josh Stewart dans :
  - Wake (2010) : Paul
  - The Finest Hours (2016) : Tchuda Southerland
  - Insidious : La Dernière Clé (2018) : Gerald Rainier
- Ray Liotta dans :
  - Jusqu'au bout du rêve (1989) : Shoeless Joe Jackson
  - Absolom 2022 (1994) : Robbins
- Dana Carvey dans :
  - Dans les pompes d'un autre (1990) : Eddie Farrell, Jonathan Albertson
  - The Master of Disguise (2002) : Pistachio Deguismenti
- Greg Kinnear dans :
  - Vous avez un message (1998) : Frank Navasky
  - Nurse Betty (2000) : Dr David Ravell / George McCord
- Jack Black dans :
  - Souviens-toi... l'été dernier 2 (1998) : Titus Telesco
  - Envy (2004) : Nick Vanderpark
- Christian Slater dans :
  - Manipulations (2000) : Reginald Webster
  - Le Spa à remonter dans le temps 2 (2015) : Brett, invité du show
- Eddie Izzard dans :
  - Ocean's Eleven (2001) : Roman Nagel
  - Walkyrie (2008) : le général Erich Fellgiebel
- Pete Gardner (en) dans :
  - Le Courtier du cœur (2001) : Carl
  - Harold et le Crayon magique (2024) : l'inspecteur Love
- Michael Roof (en) dans : 
  - xXx (2002) : l'agent Toby Lee Shavers
  - XXX2: The Next Level (2005) : l'agent Toby Lee Shavers
- Michael Peña dans :
  - Million Dollar Baby (2004) : Omar
  - Dora et la Cité perdue (2019) : Cole, le père de Dora
- Simon McBurney dans :
  - Friends with Money (2006) : Aaron
  - Mission impossible : Rogue Nation (2015) : Atlee
- Pedro Pascal dans :
  - C'est nous les héros (2020) : Marcus Moreno
  - La Bulle (2022) : Dieter Bravo
- 1974[n 1] : La Tour infernale : Roger Simmons (Richard Chamberlain) (2e doublage)
- 1983 : Le Cri de la hyène : Chan Lung (Jackie Chan)
- 1985[n 2] : Vampire Forever : Russ (Skip Lackey)
- 1989 : Le Cercle des poètes disparus : Knox Overstreet (Josh Charles)
- 1990 : À la poursuite d'Octobre rouge : le second du Konovalov, sous-marin du Cdt Tupolev[réf. nécessaire]
- 1991 : True Colors : Peter Burton (John Cusack)
- 1992 : Cool World : l'inspecteur Frank Harris (Brad Pitt)
- 1992 : Et au milieu coule une rivière : Chub (Michael Cudlitz)
- 1993 : La Différence : Charlie Dillon (Matt Damon)
- 1993 : Dragon, l'histoire de Bruce Lee : Bruce Lee (Jason Scott Lee)
- 1993 : Sacré Robin des Bois : Will Scarlett O'Hara (Matthew Porretta)
- 1993 : Leprechaun : Ozzie (Mark Holton)
- 1993 : Les Tortues Ninja 3 : Leonardo (Mark Platt)
- 1994 : Léon : un agent du SWAT (Samy Naceri)
- 1994 : Les Patriotes : Ran Ostrovitch (Dan Toren)
- 1995 : Midnight Man : Huoy (Doug Yasuda)
- 1995 : Panther : Huey P. Newton (Marcus Chong)
- 1995 : Empire Records : Joe Reaves (Anthony LaPaglia)
- 1995 : Land and Freedom : David Carr (Ian Hart)
- 1996 : Le Professeur foldingue : Reggie Warrington (Dave Chappelle)
- 1997 : Titanic : le 2e officier Charles Lightoller (Jonathan Phillips)
- 1997 : Starship Troopers : Kitten Smith (Matt Levin)
- 1997 : Spice World, le film : Piers Cuthbertson-Smyth (Alan Cumming)
- 1998 : Madeline : Leopold, le professeur privé (Ben Daniels)
- 1998 : Docteur Patch : Truman (Daniel London)
- 1999 : Pinocchio et Gepetto : Volpe (Simon Schatzperger)
- 1999 : Stuart Little : l'inspecteur Allen (Jim Doughan) / Lucky le chat (voix)
- 1999 : Une fille qui a du chien : Wally (Artie Lange)
- 2000 : Séduction à l'irlandaise : le père Hubert Mallone (Risteárd Cooper)
- 2000 : Presque célèbre : Dennis Hope (Jimmy Fallon)
- 2000 : Séquences et Conséquences : Doug Mackenzie (Clark Gregg)
- 2001 : 102 Dalmatiens : Kevin Sheperd (Ioan Gruffudd)
- 2002 : Resident Evil : Mattiew Addison (Eric Mabius)
- 2004 : Dead and Breakfast : Enus (Mark Kelly)
- 2004 : Rendez-vous avec une star : le réceptionniste de l'hôtel (Sam Pancake)
- 2004 : Crazy Kung-Fu : Conseiller du gang à la hache (Tin Kai-man)
- 2005 : Constantine : Beeman (Max Baker)
- 2006 : La Vie des autres : Axel Stigler (Hinnerk Schönemann)
- 2007 : Hot Fuzz : Tim Messenger (Adam Buxton)
- 2007 : Les Faussaires : Adolf Burger (August Diehl)
- 2008 : Phénomènes : le soldat Auster (Jeremy Strong)
- 2008 : Conspiration : le député Foster (Jay Jablonski)
- 2010 : Percy Jackson : Le Voleur de foudre : voix additionnelles
- 2014 : Teach Me Love : Ernesto (Lombardo Boyar)
- 2015 : Il est de retour : Christoph Sensenbrink (Christoph Maria Herbst)
- 2017 : Le Cercle : Rings : Gabriel (Johnny Galecki)
- 2017 : The Adventurers : King Kong (Eric Tsang)
- 2018 : La Part obscure : Mills (Neil Maskell)
- 2019 : Polar : Dr Becker (Ken Hall)
- 2021 : Les Lois de la Frontière : Cuenca (Carlos Serrano)
- 2021 : Dangerous : Massey (Brendan Fletcher)
- 2021 : La familia perfecta : Ernesto (Gonzalo de Castro)
- 2022 : Une nuit à la maternelle : voix additionnelles
- 2023 : Reines en fuite : Ramiro (Ricardo Reynaud)
- 2023 : Die Hart : ? (?)
- 2023 : Mon beau-frère est un vampire (pt) : Fernandinho (Leandro Hassum (en))
- 2025 : Mickey 17 : Prestance (Daniel Henshall)

#### Films d'animation
- 1989 : Les Feebles : Louie / Abie
- 1991 : Le Petit Train bleu : François, Panda et le grand loup
- 1993 : Les Aventures de Zak et Crysta dans la forêt tropicale de FernGully : Pips[n 3]
- 1993 : David Copperfield : David Copperfield[n 4]
- 1995 : Freddie, agent secret : Freddie[n 5]
- 1995 : Toy Story : Robot et présentateur TV 4
- 1997 : Fifi Brindacier : M. Loyal
- 1998 : Les Merveilleuses Aventures de Crysta : Pips
- 1998 : Scooby-Doo sur l'île aux zombies : chef
- 1999 : 1 001 Pattes : Tilt[n 6]
- 1999 : Doug, le film : Guy Graham
- 1999 : South Park, le film : Plus long, plus grand et pas coupé : Stan Marsh, Randy Marsh et Gerald Broflovski
- 2000 : Titan A.E. : le cuisinier cafard
- 2000 : Toy Story 2 : Siffli, le manchot asthmatique et Tilt[n 6] (dans le bêtisier final du film)
- 2001 : Buzz l'Éclair, le film : Le Début des aventures : Siffli et Petit homme vert
- 2001 : Kuzco, l'empereur mégalo : le vendeur de trampoline
- 2004 : La ferme se rebelle : Ollie
- 2004 : Team America, police du monde : I.N.T.E.L.L.I.G.E.N.C.E
- 2005 : Madagascar : Soldat, le petit pingouin[n 7]
- 2005 : Madagascar : Mission Noël : Soldat, le petit pingouin (court-métrage)
- 2006 : La Véritable Histoire du Petit Chaperon rouge : Jimmy Lezard / Raton Jerry
- 2006 : Cars : Tilt (parodié en automobile)
- 2008 : Les Aventures de Impy le Dinosaure : Shoe
- 2008 : Madagascar 2 : Soldat, le petit pingouin[n 7]
- 2010 : Le Marchand de sable : le professeur Limassol
- 2012 : Madagascar 3 : Bons baisers d'Europe : Soldat, le petit pingouin[n 7]
- 2013 : Madagascar à la folie : Soldat, le petit pingouin (court-métrage)
- 2014 : Les Pingouins de Madagascar : Soldat, le petit pingouin
- 2016 : Batman: The Killing Joke : le présentateur
- 2017 : Justice League Dark : Boston Brand / Deadman
- 2017 : Coco : Clerk

### Télévision

#### Téléfilms
- Rick Schroder[1] dans :
  - Something So Right (1983) : Joey Bosnick
  - Mark Woodward, ange ou démon ? (1991) : Mark Woodward
  - L'étincelle de vie (1992) : Frank Reilly
  - Detention : The Siege at Johnson High (1998) : Jason Copeland
  - Le Bataillon perdu (2001) : major Charles White Whittlesey
- James Van Der Beek[1] dans :
  - Le Fléau selon Clive Barker (2006) : Tom Russel
  - Le Bonheur en cadeau (2009) : Seth Webster
  - Le Courage au cœur (2010) : Tony Zappa
  - La Tempête du siècle (2010) : Dr Jonathan Kirk
  - Mystère à Salem Falls (2012) : Jack St. Bride
- Oliver Korittke[1] dans :
  - Un éléphant dans mon lit (1999) : Oliver
  - Et si on échangeait nos vies ? (2005) : Nils
  - L'Infidèle imaginaire (2009) : Lutz Wegmann
  - Femmes en révolte (2014) : Malte
- Jerry O'Connell[1] dans :
  - American Sixties (2000) : Brian Herlihy
  - Un amour éternel (2010) : Declan Fitzpatrick
  - Coup de foudre à Paris (2017) : Jack Burrow
- Andrew Lauer dans :
  - La Saveur du grand amour (2004) : Jacques
  - La Princesse de Noël (2019) : Rupert
- Janek Rieke dans :
  - Un chœur de femmes (2006) : Gerd
  - S.O.S. parents ! (2006) : Dr Ulf Weiss
- Jörg Schüttauf dans :
  - Le Bonheur en quelques clics (2007) : John Lindquist
  - Un Passé recomposé (2007) : Chef Gunnar Bieske
- 1990 : « Il » est revenu : Eddie Kaspbrak (Dennis Christopher) (1er doublage)
- 1991 : Il était une fois... La Dame qui raconte : Scott (Chris Gartin)
- 1991 : Double identité : Duane (Charles Lane)
- 1991 : Qui a tué Vicky Gilmore ? : Ryan Larsone (David Lascher)
- 1997 : The Don's Analyst : Donnie Leoni (Robert Cicchini)
- 1997 : La Seconde Guerre de Sécession : Chris Vincent (Andrew Hill Newman)
- 1998 : The Garden of Redemption : Don Paolo Montale (Anthony LaPaglia)
- 1999 : Le manipulateur : Rosen (Jeff Perry)
- 2000 : Comment épouser une milliardaire : Un conte de Noël : Mark Sickler (Joshua Malina)
- 2001 : Le Courtier du cœur : Carl (Pete Gardner)
- 2001 : Une femme de haut vol : Gabriel Wingfield (John Pyper-Ferguson)
- 2003 : Avec les yeux du cœur : Dr Corbett (Robert Bockstael)
- 2004 : La Haine en héritage : Gary Crandall (Tygh Runyan)
- 2005 : Urban Legend 3 : Bloody Mary : Roger Dalton (Brandon Sacks)
- 2005 : L'Héritage de la passion : Ted Ammon (David Sutcliffe)
- 2005 : Le vol 52 ne répond plus ! : Mickey King (Jonas Chernick)
- 2005 : Cyclone Catégorie 7 : Tempête mondiale : agent Gavin Carr (Sebastian Spence)
- 2005 : Les Démons de l'amour : Harry Tänzel (Wotan Wilke Möhring)
- 2006 : Issue fatale : James Moore (Gianpaolo Venuta)
- 2006 : Les Derniers Jours de Pinochet : Andy McEntee (Peter Capaldi)
- 2006 : Fascination criminelle : Sgt. Carlos Moresco (Jason Schombing)
- 2007 : The Contractor : Terry Winchell (Richard Harrington)
- 2011 : William and Catherine: A Royal Romance : Lewis Grisby (Keir Charles)
- 2012 : L'Île au trésor : « Long » John Silver (Eddie Izzard)
- 2014 : L'Heure de tuer mon père : Hanover (Tom Barnett)
- 2015 : Dans l'ombre de mon mari : Isaac Nolan (John Cassini)
- 2016 : Mes jumeaux ont deux pères : Scott (Bruce Boxleitner)
- 2017 : Une coach pour Noël : David (David Lewis)
- 2017 : Destination mariage : Javier (Rafael Simon)
- 2018 : Liaison dangereuse avec mon professeur : Devin (Charles Hittinger)
- 2018 : Le Bonheur en cadeau : Ryan (Bradley Hamilton)

#### Séries télévisées
- James Van Der Beek[1] dans (15 séries) :
  - Dawson (1998-2003) : Dawson Leery (en) (128 épisodes)
  - Ugly Betty (2007) : Luke Carnes (saison 2, épisode 4)
  - How I Met Your Mother (2008) : Simon, l'ancien petit-ami canadien de Robin (1re voix - saison 3, épisode 16)
  - Les Frères Scott (2008-2009) : Reese Dixon (saison 6)
  - Forgotten (2009) : Judd Shaw (épisode 9)
  - Médium (2009) : Dylan Hoyt (saison 5, épisode 9)
  - Mercy Hospital (2010) : Dr Joe Briggs (11 épisodes)
  - New York, section criminelle (2011) : Rex Tamlyn (saison 10, épisode 8)
  - New York, unité spéciale (2012) : Sean Albert (saison 13, épisode 20)
  - Don't Trust the B---- in Apartment 23 (2012-2013) : James Van Der Beek (26 épisodes)
  - Friends with Better Lives (2014) : Will Stokes (13 épisodes)
  - Les Experts : Cyber (2015-2016) : Elijah Mundo (31 épisodes)
  - Room 104 (2017) : Scott (saison 1, épisode 2)
  - Pose (2018) : Matt Bromley (saison 1)
  - Surcompensation (2025) : Charlie (saison 1)
- Jerry O'Connell[1] dans (13 séries) :
  - Sliders : Les Mondes parallèles (1995-1999) : Quinn Mallory (69 épisodes)
  - Les Nuits de l'étrange (2001) : Andy (épisode 5)
  - Preuve à l'appui (2002-2007) : l'inspecteur Woodrow « Woody » Wilson Hoyt (88 épisodes)
  - FBI : Portés disparus (2004) : Joe Gibson (saison 2, épisode 12)
  - Las Vegas (2004-2006) : l'inspecteur Woodrow « Woody » Wilson Hoyt (5 épisodes)
  - Ugly Betty (2007) : Joel (saison 1, épisode 16)
  - Samantha qui ? (2008) : Craig (saison 1, épisode 13)
  - The Defenders (2010-2011) : Pete Kaczmarek (18 épisodes)
  - Burning Love (en) (2013) : Henry (14 épisodes)
  - Les Mystères de Laura (2016) : Jon Dunham (saison 2, épisodes 10 et 11)
  - Mistresses (2016) : Robert (saison 4)
  - Scream Queens (2016) : Dr Mike (saison 2, épisodes 1 et 2)
  - The Big Bang Theory (2018) : Georgie Cooper Jr. (3 épisodes)
- Arye Gross[1] dans (7 séries) :
  - Ellen (1994-1996) : Adam Green (42 épisodes)
  - Wildfire (2005-2006) : Charlie Hewitt (12 épisodes)
  - New York, unité spéciale (2007) : Saul Picard (saison 9, épisode 7)
  - Numb3rs (2007) : le professeur Stanley Novich (saison 3, épisode 16)
  - Burn Notice (2007) : Perry Clark (saison 1, épisode 9)
  - Dollhouse (2009) : le professeur Gossen (saison 2, épisode 3)
  - Mentalist (2010) : Dr Saban (saison 3, épisode 6)
- T. R. Knight dans (7 séries) :
  - New York, section criminelle (2004) : Neil Colby (saison 3, épisode 10)
  - Grey's Anatomy (2005-2020) : Dr George O'Malley (103 épisodes)
  - New York, unité spéciale (2011) : Brian Smith / Gabriel Thomas (saison 13, épisode 4)
  - The Good Wife (2013) : Jordan Karahalios (saison 4)
  - The Catch (2017) : Tommy Vaughan (saison 2)
  - Genius. (2018) : Max Jacob (saison 2)
  - The Comey Rule (2020) : Reince Priebus (mini-série)
  - The Flight Attendant (depuis 2020) : Davey Bowden
- Jonathan Tucker[1] dans (6 séries) :
  - The Black Donnellys (2007) : Tommy Donnelly (13 épisodes)
  - Royal Pains (2011) : Shaw Morgan (saison 3, épisodes 4 et 5)
  - Perception (2012) : Brady McGraw (saison 1, épisode 7)
  - Person of Interest (2012) : Riley Cavanaugh (saison 2, épisode 4)
  - Justified (2015) : Boon (saison 6)
  - Westworld (2018-2020) : le major Craddock (6 épisodes)
  - City on a Hill (2019) : Frankie Ryan (saison 1)
- Josh Stewart[1] dans (5 séries) :
  - Dirt (2007-2008) : Holt McLaren (20 épisodes)
  - Esprits criminels (depuis 2007) : le lieutenant William LaMontagne, Jr.
  - Mentalist (2009) : Harlan McAdoo (saison 2, épisode 2)
  - Super Hero Family (2010-2011) : The Watcher / Joshua / Will (14 épisodes)
  - Shooter (2017-2018) : Solotov (9 épisodes)
- Jeff Perry dans (5 séries) :
  - Nash Bridges (1996-2001) : l'inspecteur Harvey Leek (122 épisodes)
  - Scandal (2012-2018) : Cyrus Beene (124 épisodes)
  - Dirty John (en) (2018-2020) : Michael O'Neil (4 épisodes)
  - Inventing Anna (2022) : Lou (mini-série)
  - Alaska Daily (2022-2023) : Stanley Cornik (11 épisodes)
- Frank John Hughes dans (4 séries) :
  - Players, les maîtres du jeu (1997-1998) : Charles « Charlie » O'Bannon (18 épisodes)
  - LAX (2004-2005) : Henry Engels (13 épisodes)
  - 24 Heures chrono (2009-2010) : Tim Woods (saison 7)
  - The Offer (2022) : Frank Sinatra (mini-série)
- Tristán Ulloa dans (4 séries) :
  - Les Otages du désert (es) (2015) : Iñaki (3 épisodes)
  - La Petite Fille sous la neige (2023) : David Luque (mini-série)
  - Berlin (depuis 2023) : Damián
  - L'Affaire Asunta (2024) : Alfonso Basterra (mini-série)
- David Burke (en) dans :
  - The Tick (en) (2001-2002) : Arthur (9 épisodes)
  - Médium (2010) : Gavin Finch (saison 13, épisode 4)
  - Castle (2012) : le chef Brady (saison 5, épisode 4)
- Brendan Fletcher dans :
  - Arrow (2018-2019) : Stanley Dover (saison 7)
  - Siren (2019-2020) : Rick Marzdan (13 épisodes)
  - Superman et Loïs (2021) : Thaddeus R. Kilgrave (saison 1, épisode 4)
- Raphael Sbarge dans :
  - L'Homme de nulle part (1995) : Dr Moen (saison 1, épisode 4)
  - Detroit 1-8-7 (2011) : Marcus Wiler (épisode 15)
- Aidan Gillen dans :
  - Sur écoute (2004-2008) : le conseiller Thomas « Tommy » J. Carcetti (en) (35 épisodes)
  - Quantum Break (2016) : Paul Serene (4 épisodes)
- Jesse Garcia dans :
  - Terminator : Les Chroniques de Sarah Connor (2008) : Carlos (saison 1)
  - Not Dead Yet (2024) : T. J. (saison 2)
- Alex Quijano dans :
  - Psych : Enquêteur malgré lui (2013) : le lieutenant Lamas (saison 7, épisode 4)
  - Lucifer (2020) : le lieutenant Diablo (saison 5, épisode 3)
- Currie Graham dans :
  - Longmire (2015-2017) : Kevin Morris (3 épisodes)
  - The Rookie : Le Flic de Los Angeles (2018-2021) : Ben McRee (7 épisodes)
- Jonathan Sadowski dans :
  - L'Arme fatale (2018-2019) : Andrew (saison 3)
  - Legends of Tomorrow (2020) : Benjamin « Bugsy » Siegel (saison 5, épisode 3)
- Griffin Dunne dans :
  - This Is Us (2018-2022) : Nicholas « Nicky » Pearson (47 épisodes)
  - Only Murders in the Building (2024) : Milton Dudenoff
- Bruno Bichir dans :
  - The Mosquito Coast (2021) : Enrique Salazar (saison 1, épisode 4)
  - Ozark (2022) : le Père Benitez (saison 4)
- Fred Armisen dans :
  - Schmigadoon! (2021) : le révérend Howard Layton (saison 1)
  - Unstable (2023) : Leslie (saison 1)

- 1966-1968 : Les Monkees : Peter (Peter Tork) (58 épisodes)
- 1988-1990 : 21 Jump Street : l'officier Harry Truman Ioki (Dustin Nguyen) (2e voix)
- 1989-1991 : Miss Marple : Tim Kendal (Adrian Lukis) (épisode 10 : L'Œil de verre) et Ernie Gregg (Matthew Cottle (en)) et Bert (Jake Wood) (épisode 11)
- 1991 : Mariés, deux enfants : Vinnie Verducci (Matt LeBlanc) (3 épisodes)
- depuis 1991 : Les Feux de l'amour : Michael Baldwin (Christian LeBlanc) (2353 épisodes - en cours)
- 1992 : Arabesque : Charlie D. McCumber (Sean O'Bryan (en)) (saison 9, épisode 9)
- 1994-1997 : Hartley, cœurs à vif : Costa Bordino (Salvatore Coco) (72 épisodes)
- 1994-1997 : L'Enquêteur : Thomas Becker (Jörg Schüttauf) (46 épisodes)
- 1995-1999 : Caroline in the City : Charlie (Andrew Lauer) (74 épisodes)
- 1995-2006 : Inspecteur De Cock : Dick Vledder[7] (Victor Reinier) (123 épisodes)
- 1996-2001 : Brigade des mers : Gavin « Sykesy » Sykes (Brett Partridge) (177 épisodes)
- 1997 : Murder One : Richard Higueras (David Barrera) (saison 2)
- 1997-1998 : Un pasteur d'enfer : le révérend Todd Tucker (Anthony Clark) (25 épisodes)
- 1998-2001 : First Wave : Cade Foster (Sebastian Spence) (65 épisodes)
- 1999 : Harsh Realm : le lieutenant Thomas Hobbes (Scott Bairstow) (9 épisodes)
- 2000-2001 : Will et Grace : Matthew (Patrick Dempsey) (saison 3)
- 2001-2009 : Scrubs : Dr Jeffrey Steadman (Matt Winston (en)) (5 épisodes), M. Winston (Robert Dolan) (saison 1, épisode 21), Mark (Freddy Rodríguez) (saison 3) et Dr Hendrick (Dave Foley) (saison 5, épisode 13 et saison 6, épisode 4)
- 2002-2003 : 24 Heures chrono : Ron Wieland (Michael Holden) (saison 2)
- 2003 : Columbo : Justin Price (Matthew Rhys) (Épisode 69 : Columbo mène la danse)
- 2004 : MI-5 : Will North (Richard Harrington) (6 épisodes)
- 2004 : The Shield : Diagur Leyva (Frankie Rodriguez) (saison 3)
- 2006 : Afterlife : Martin (Aidan McArdle) (saison 2, épisode 3)
- 2006 : Close to Home : Juste Cause : Scott Birdseye (Grant Thompson) (saison 1, épisode 17)
- 2007 : Bionic Woman : Will Anthros (Chris Bowers) (épisode 1)
- 2008 : Eleventh Hour : Alan Pulido (John Cassini (en)) (épisode 5)
- 2009-2013 : Whitechapel : l'inspecteur Ray Miles (Phil Davis) (18 épisodes)
- 2009-2013 : Psych : Enquêteur malgré lui : Mary Lightly (Jimmi Simpson) (4 épisodes) et le vendeur ambulant (Luis Javier) (saison 7, épisode 4)
- 2010-2011 : Hawthorne : Infirmière en chef : le lieutenant Nick Renata (Marc Anthony) (12 épisodes)
- 2010-2011 : Justified : Ernesto (Omar Avila (en)) (3 épisodes)
- 2010-2013 : Borgen, une femme au pouvoir : Niels Erik Lund (Morten Kirskov (da)) (15 épisodes)
- 2011 : Drop Dead Diva : Mark Kline (Trey Burvant) (saison 3, épisode 1)
- 2011 : Desperate Housewives : Rashi / Herbert Brickmeyer (Christopher Gartin (en)) (saison 8, épisode 3)
- 2011 : United States of Tara : Dr Hattaras (Eddie Izzard) (saison 3)
- 2012 : Burn Notice : Xander Thompson (Chaz Mena) (saison 6, épisode 9)
- 2014 : Castle : Henry Allen Boothe (Adoni Maropis) (saison 7, épisode 9)
- 2015 : American Crime : Oscar (Jesse Borrego) (saison 1)
- 2015 : NCIS : Nouvelle-Orléans : Cade Lambert (Clayne Crawford) (saison 1)
- 2015 : Show Me a Hero : Edwin E. McAmis (Luke Kirby) (mini-série)
- 2015 : Spotless : Peter Marshall-Edwards (Simon Ludders (en)) (épisodes 9 et 10)
- 2015 : The Whispers : Dr Rosen (Adrian Hough) (épisodes 1 et 3)
- 2015 : The Walking Dead : Bruce (Ted Huckabee) (1re voix)
- 2015 : Remedy : l'officier Eddie Lee (Patrick Kwok-Choon (en)) (saison 2, épisode 8)
- 2015-2017 : Narcos : l'agent de la DEA Javier Peña (Pedro Pascal) (30 épisodes)
- 2015-2017 : Black Sails : Featherstone (Craig Jackson (en)) (24 épisodes)
- 2015-2019 : Crazy Ex-Girlfriend : Darryl Whitefeather (Pete Gardner (en)) (50 épisodes)
- 2016 : Luke Cage : Domingo Colon (Jacob Vargas) (saison 1)
- 2017 : Loaded : Josh (Jim Howick) (8 épisodes)
- 2018 : Les Voyageurs du temps : Dr Ivon Teslia (Benjamin Ratner) (saison 3)
- 2018 : Dark Heart (en) : le capitaine Will « Staffe » Wagstaffe (Tom Riley) (6 épisodes)
- 2018 : The Resident : Jude Silva (Warren Christie) (saison 1)
- 2018-2019 : Lodge 49 (en) : Blaise St. John (David Pasquesi) (20 épisodes)
- 2019 : Fosse/Verdon : Bob Fosse (Sam Rockwell) (8 épisodes)
- 2019 : Preacher : Kamal (Miritana Hughes) (saison 4)
- 2019-2020 : High Maintenance : A. J. (Becca Blackwell (en)) (saison 3, épisode 7 et saison 4, épisode 8)
- 2019-2023 : Good Omens : William Shakespeare (Reece Shearsmith) (4 épisodes)
- 2019-2023 : Magnum : Jin Jeong (Bobby Lee (en)) (14 épisodes)
- 2020 : The Sinner : Kyle (Michael Braun) (saison 3, épisodes 4 et 5)
- 2020 : Défendre Jacob : Leonard Patz (Daniel Henshall) (mini-série)
- 2020 : La Meute : Bruno Ibarra (Daniel Muñoz (es)) (7 épisodes)
- 2020 : I Know This Much Is True : Miguel (Felix Solis) (épisode 4)
- 2020 : Quiz : Adrian Pollock (Trystan Gravelle) (mini-série)
- 2021 : Eux : Stuart Berks (P. J. Byrne) (saison 1)
- 2023 : Los Farad (es) : Manuel (Fernando Tejero (es)) (8 épisodes)
- 2024 : The Walking Dead: The Ones Who Live : Esteban Garcia (Frankie Quiñones (en))
- 2024-2025 : Squid Game : Park Gyeong-seok / no 246 (Lee Jin-wook) (12 épisodes)
- 2025 : La Résidence : Irv Samuelson (Andrew Friedman) (mini-série)
- 2025 : The Studio : Mitch White (David Krumholtz)
- 2025 : La Roturière : Olaf V de Norvège (Anders Baasmo Christiansen)
- 2025 : Washington Black (en) : Phillip Wilde (Chris Patrick-Simpson (en)) (mini-série)
- 2025 : Mercredi : Gabe Packard (Kerry Shale (en)) (saison 2, épisode 2)

#### Séries d'animation
- 1990-1992 : Une vie nouvelle : Rodrigue
- 1992-1993 : Les Aventures de Tintin : Tintin[1]
- 1995-1997 : Gargoyles, les anges de la nuit : Griff / Gabriel
- 1995 : Dino Juniors : Truman
- 1995 : Dink le petit dinosaure : Scat
- 1996 : Aladdin : Zin et Zang (épisode 42)
- depuis 1998 : South Park : Stan Marsh, Randy Marsh, Gerald Broflovski, Craig Tucker et voix diverses secondaires
- 1998-2000 : Doug : Guy Graham
- 1999-2001 : La Cour de récré : le principal Peter Prikly (1re voix[n 8]), Bob Spinelli, Timmy (1re voix), le capitaine « Brad » Bradley, Chad LaSalle, les gardes du roi Bob, Hank (1re voix) + Antonio (épisode 2), Barry (épisode 3), Eric (épisode 5), le prêtre (épisode 8) et Saint-Pierre (épisode 16)
- 2000 : Les Supers Nanas : Brian Larsen, le réalisateur et Stan Practise (épisode 63)
- 2000 : Dilbert : Dogbert
- 2001 : Totally Spies! : Phil Jenkins (épisode 1), l'ambassadeur (épisode 7) et Gregor (épisode 21)
- 2002-2006 : Tibère et la Maison bleue : Pop
- 2005-2007 : Batman : J'onn J'onzz et Rumeur[1]
- 2005 : Bromwell High : Steve
- 2006 : Dave le barbare : Chouquette, le cochon maboul
- 2009 / 2011 : Batman : L'Alliance des héros : Adam Strange / Etrigan (épisodes 15 et 54) et le lieutenant Shrieve (saison 3, épisode 12)
- 2010 : Le Petit Prince : Click (création de voix, épisode Planète du Géant)
- 2013 : Dofus : Aux trésors de Kerubim : le présentateur (création de voix, épisode 38)
- 2018-2023 : Désenchantée : Elfo, Cloyd et Eric
- 2020-2021 : Kikoumba : le chacal (création de voix)
- 2020-2022 : Central Park : Birdie (le narrateur)[n 9] et Ambrose
- depuis 2020 : Star Trek: Lower Decks : AGIMUS
- 2021 : Saturday Morning All Star Hits! (en) : David
- 2023 : Solar Opposites : Jerry O'Connell (saison 4, épisode 5)
- 2024 : Dépravé : Clodo Clodo (création de voix)
- 2024-2025 : Dandadan : le démon de Dover et Penny Stouquette (version ADN)

### Jeux vidéo
- 1992 : Link: The Faces of Evil : Link
- 1992 : Zelda: The Wand of Gamelon : Link
- 1998 : 1 001 Pattes : Tilt
- 2003 : Frère des ours : Muche
- 2010 : Toy Story 3 : Sifli
- 2014 : Les Pingouins de Madagascar : Soldat le pingouin
- 2016 : Quantum Break : Paul Serene[n 10]
- 2016 : Overwatch : le garde du corps de Mondatta (dans le court métrage En vie)
- 2021 : Ratchet and Clank: Rift Apart : voix additionnelles
- 2024 : South Park: Snow Day! : Stan Marsh et Randy Marsh
- 2024 : The Elder Scrolls Online : Gold Road : Otho Florius

### Direction artistique

#### Films
- 1940 : Arizona (redoublage)
- 1958 : La Dernière Fanfare (redoublage)
- 1997 : Territoire interdit
- 2000 : Le Bon Numéro
- 2001 : Les Autres
- 2001 : Human Nature
- 2001 : L'Échine du Diable
- 2001 : Tortilla Soup
- 2001 : Vengeance secrète
- 2001 : La Famille indienne
- 2001 : Le Métier des armes
- 2001 : Sexe Intentions 2
- 2002 : New Best Friend
- 2002 : Cowboys and Idiots
- 2002 : Le Cercle
- 2003 : Le Salut
- 2003 : New York Masala
- 2004 : Jiminy Glick in Lalawood
- 2004 : Les Clefs de la maison
- 2004 : Les Ex de mon mec
- 2004 : Team America, police du monde
- 2004 : Sexe Intentions 3
- 2005 : Fog
- 2005 : Le Violon
- 2005 : Walk the Line
- 2005 : Mee-Shee, le secret des profondeurs
- 2005 : Urban Legend 3
- 2006 : Art School Confidential
- 2006 : Chronique d'un scandale
- 2007 : Le Royaume
- 2007 : Smiley Face
- 2007 : Joyeuses Funérailles
- 2008 : Australia
- 2008 : American Crude (de)
- 2008 : RocknRolla
- 2009 : Whiteout
- 2009 : Jeux de pouvoir
- 2009 : Le Monde (presque) perdu
- 2010 : Percy Jackson : Le Voleur de foudre
- 2012 : Chronicle
- 2012 : Cold Blood
- 2013 : Percy Jackson : La Mer des monstres
- 2014 : RoboCop
- 2014 : When the Game Stands Tall
- 2016 : Bastille Day
- 2017 : Le Cercle : Rings
- 2017 : The Disaster Artist
- 2017[n 11] : The Current War : Les Pionniers de l'électricité
- 2017 : La Mort de Staline
- 2018 : Arizona (en)
- 2018 : Overlord (avec Thierry Ragueneau)
- 2018 : Pionnière
- 2018 : Vox Lux
- 2018 : Yardie
- 2018 : Holmes et Watson
- 2018 : Quand les anges dorment (es)
- 2019 : Murder Mystery
- 2020 : Hubie Halloween
- 2020 : Enola Holmes (bonus)
- 2021 : Bloody Milkshake
- 2021 : La Dernière lettre de son amant
- 2022 : Une nuit à la maternelle (it)
- 2022 : Sortie de piste (sv)
- 2023 : Murder Mystery 2
- 2023 : Die Hart (en)
- 2024 : Música (pt)
- 2024 : Die Hart 2
- 2025 : Echo Valley

#### Films d'animation
- 1968[n 12] : Yellow Submarine
- 2025 : Couic !

#### Téléfilms
- 1986 : Ike
- 2002 : Crime de sang
- 2002 : En direct de Bagdad
- 2002 : Qui a tué Liam Maguire ?
- 2004 : La Haine en héritage
- 2005 : Lasko : Le Train de la Mort
- 2005 : Les Démons de l'amour
- 2007 : Kings of South Beach
- 2010 : 20 ans d'injustice
- 2015 : Un cadeau sur mesure pour Noël
- 2015 : Un mari suspect : l'affaire Beresford-Redman
- 2016 : La Dernière tueuse de dragons
- 2019 : Réunis par le destin

#### Séries télévisées
- 1998-1999 : Love Therapy
- 1998-2001 : First Wave
- 1999 : Action
- 1999 : Harsh Realm
- 2000 : Madigan de père en fils
- 2000 : Young Americans
- 2000-2001 : Un si beau monde (en)
- 2000-2001 : Grosse Pointe
- 2001-2004 : Et alors ?
- 2001-2010 : Scrubs
- 2002-2006 : MI-5 (saisons 1 à 5)
- 2004 : État d'alerte (mini-série)
- 2004-2005 : Jack et Bobby
- 2005 : Blind Justice
- 2006 : Sinchronicity
- 2006 : Runaway
- 2007-2008 : Big Shots
- 2008-2015 : Mentalist
- 2009 : The Beast
- 2010-2015 : Justified
- 2014 : Taxi Brooklyn
- 2014 : Houdini, l'illusionniste (mini-série)
- 2015-2017 : Code Black (saisons 1 et 2)
- depuis 2015 : Grey's Anatomy (depuis la saison 12)
- 2016-2018 : Timeless
- 2017-2018 : Wisdom : Tous contre le crime
- 2019 : Treadstone
- 2019 : The Act
- 2019-2022 : City on a Hill
- depuis 2019 : Euphoria
- 2020 : L'Amour au temps du Corona (en) (mini-série)
- 2020 : The Comey Rule (mini-série)
- 2020-2023 : Star Trek : Picard
- depuis 2020 : Doc
- 2021 : Dopesick (mini-série)
- 2022 : Sans limites (es) (mini-série)
- 2022 : Better Call Saul (saison 6, épisode 2 seulement)
- 2022 : 1899
- 2023 : Painkiller (mini-série)
- 2023 : Les Patients du docteur García (es)
- 2023 : Justified: City Primeval (mini-série)
- depuis 2023 : Percy Jackson et les Olympiens (avec Ioanna Gkizas - saison 1, épisode 4)
- 2024 : Le Problème à trois corps
- 2024 : Las Azules (mini-série)
- 2024 : Accident
- 2024 : Le Casse du ciel (sv)
- 2025 : Prime Target (en)

#### Séries d'animation
- 2003-2007 : South Park (saisons 7 à 11)
- 2005 : Bromwell High
- 2020-2022 : Central Park
- 2020-2024 : Star Trek: Lower Decks
- 2023 : Diable malgré lui